# Orotche
Cet article concerne la langue orotche. Pour le peuple orotche, voir Orotches. Pour les homophones, voir Aurochs.
L'orotche est une langue toungouse qui est aujourd'hui parlée par quelques locuteurs Orotches en Russie sibérienne, dans le krai de Khabarovsk. La langue est particulièrement menacée.

## Sources
- (ru) В.A. Аврорин, Б.В. Болдырев, Грамматика oрочскoгo языка, Novossibirsk, Izd. SO RAN, 2001  (ISBN 5-7692-0396-X)